# エステー

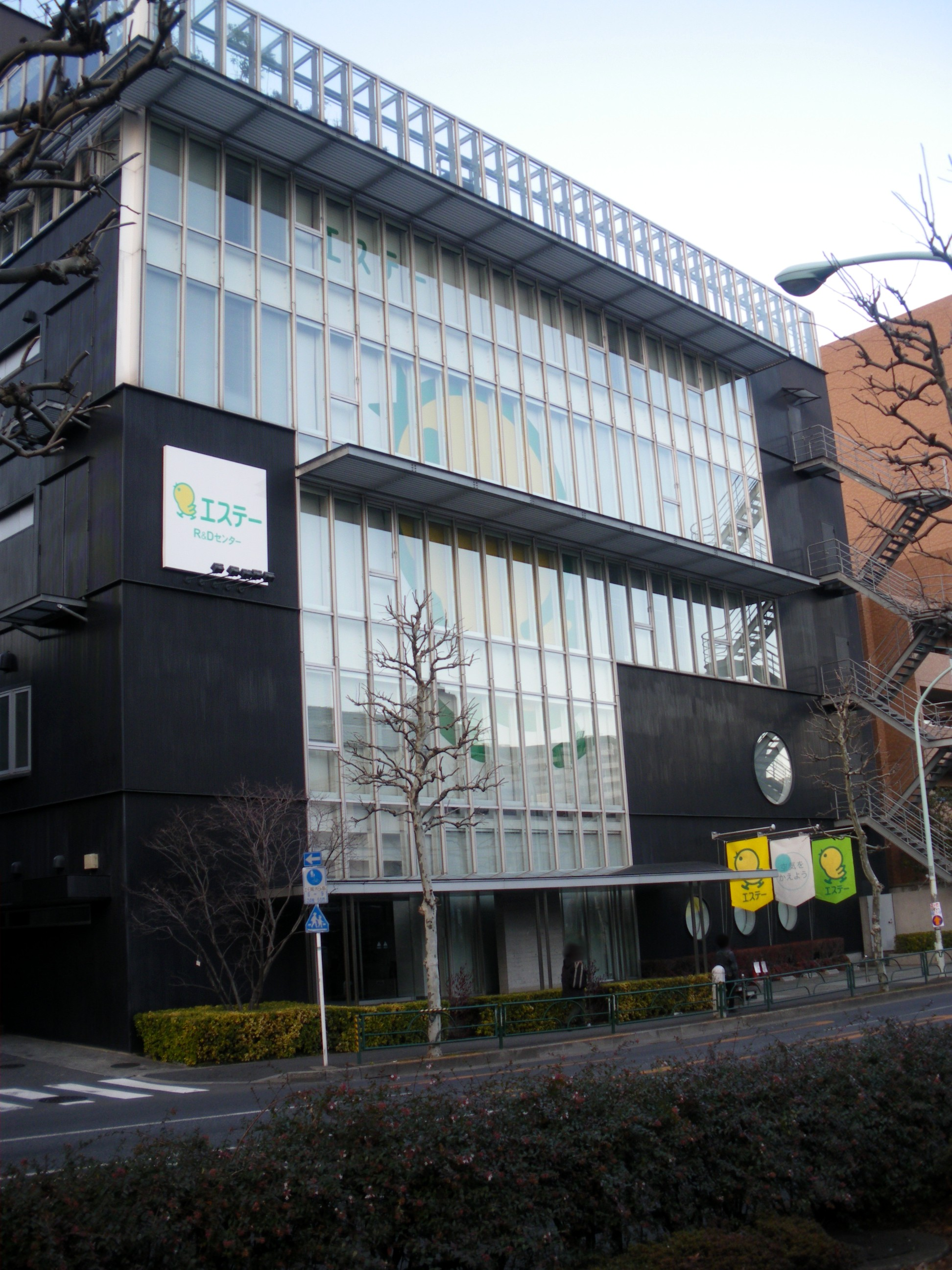
下落合にあるエステーR&Dセンター（本社所在地とは別の建物）

エステー株式会社（英: S. T. Corporation）は、主に家庭向け消臭剤、防虫剤、除湿剤、冷蔵庫脱臭剤などを販売している日本の日用雑貨メーカー。2007年8月1日にエステー化学（エステーかがく）から社名を変更した。

## 概要
創業者が終戦後、疎開先の母親の着物が虫に食われていたことに胸を痛め、防虫剤を開発したのがルーツ。社名のエステーとは、S（service…奉仕）とT（trust…信頼）を合わせた造語であり、また商品の最高を目指す（Super Top）の意味合いも持つ。
ヒット商品が多く、衣料用防虫剤の「ムシューダ」を始め、除湿剤「ドライペット」、家庭用芳香消臭剤「消臭力」、「消臭ポット」、「消臭プラグ」などがある。特に近年は消臭、芳香剤に力を入れている。数あるエステーの製品の中でも、特に「消臭力」（しょうしゅうりき）は、これまでにないエステーの自信作とされる。
2007年8月1日に、エステー化学株式会社から現在の商号に変更。これは、2006年に創業60年を迎えて、「真のパブリック企業」の実現を目指し、「これまでの経営理念を継承しながら、化学にとらわれない柔軟な発想で新しい挑戦を重ねていく」ということで社名から「化学」を外し、「エステー株式会社」とした。

## ロゴマーク・サウンドロゴ・スローガン
トレードマークであるヒヨコのデザインは、快適な暮らし、社員の誠実さ、爽やかさ、謙虚さなどといった意味が込められている。1980年代初頭までは「ST」と書かれた浴槽の中に浸かっているヒヨコの絵だったが、1984年ごろに現在のようなヒヨコの歩いている絵に変更された。CMでは、最後のサウンドロゴの時に前述の「ST」と書かれた浴槽からヒヨコが出てくるアニメーションがあった。現在のデザインは1991年に変更された。CMの最後のサウンドロゴは、スローガンを継続使用し、「エステー化学」の文字が「ピヨピヨ」の音とともに上部が水滴のように出てくるテロップ（2007年6月まで）。スローガン変更に伴い2006年以降は下部に表示。現在の企業スローガンは「空気をかえよう」。それ以前のスローガンは「暮らし、さわやか」だった。
2007年前後に放送されていた社名変更告知CMでは、当時商品CMに出演していたタレント（森三中・今井朋彦・中西夢乃）に加え、取締役会議長（CMでは「新会長」）や代表執行役社長（CMでは「新社長」）など当社幹部社員まで出演している。またCM最後の女性ナレーションによるサウンドロゴ「エステー（化学）」の発音は、社名変更前後で変わっている（変更後は「テー」にアクセントが置かれている）。このナレーションは、計122回も録り直したと、テレビ朝日系の番組「シルシルミシル」で裏話が明かされている。但し、実際にCMに採用されているのは121回目の「エステー」である。

## 沿革
- 1946年8月 - ナフタリン防虫剤製造を目的に東京都淀橋区(現在の新宿区)に「エステー化学工業所」として創業
- 1948年8月 - 「エステー化学工業株式会社」として法人化
- 1982年1月 - 「エステー化学株式会社」に社名変更
- 1984年1月 - 株式を店頭登録（現・東京証券取引所JASDAQ市場）
- 1986年4月 - 東京証券取引所市場第二部に上場
- 1991年12月 - 同市場第一部に指定替え
- 2003年
  - 4月 - マイコール株式会社と業務提携
  - 7月 - マイコールとの合弁会社「エステー・マイコール株式会社」を設立
- 2004年
  - 5月 - 住友スリーエム株式会社と販売業務提携を締結
  - 6月 - 委員会設置会社へ移行
  - 7月 - 住友スリーエムとの合弁会社「スリーエム・エステー販売株式会社」を設立
- 2005年1月 - フマキラーの海外子会社「フマキラーインドネシア」にて消臭芳香剤の生産・販売を開始
- 2007年
  - 6月 - 社長が初めて創業家以外の小林寛三に交代（2年後に鈴木喬会長が社長復帰）
  - 8月 - 「エステー株式会社」に社名変更
  - 10月 - レキットベンキーザー・アジアパシフィック・リミテッドとの自動食器洗い機専用洗剤の国内販売における業務提携を解消。「フィニッシュ」の販売元がアース製薬に移管し、当社は2008年2月に代替製品として「FRESH-UP（フレッシュアップ）」を発売。
- 2009年4月 - 「エステー・マイコール株式会社」を解散。マイコールとの提携業務は当社に移管。
- 2010年
  - 5月 - フマキラー株式会社との資本業務提携を締結。
  - 8月 - 住友スリーエム株式会社との販売業務提携を解消。これにより、スリーエム・エステー販売を通じて販売していた「スコッチ・ブライト」及び国内総代理店として販売していた「スコッチガード」の販売を住友スリーエムに、当社が扱う「ファミリー」、「激ピカ」、「ジッパーズ」を当社直販体制に戻した。
- 2012年
  - 1月 - NSファーファ・ジャパン株式会社・フマキラー株式会社との相互業務・資本提携を締結。
  - 4月 - 創業家以外で顧問の米田幸正が社長に交代、創業家の鈴木喬社長兼会長は再び会長に専念。当面は米田社長が本社業務執行（企業運営）・機能別部門組織統括などの執行業務を、鈴木会長がグループ統括・企業コミュニケーション（宣伝・広報）・資本政策などの執行業務をそれぞれ担当する。
- 2013年1月 - 米田幸正社長の辞任申し出により、その後任に創業者鈴木誠一の三女・現会長鈴木喬の姪・元日産自動車社員で取締役兼執行役の鈴木貴子[注 1] を、4月1日付で社長に昇格させることを発表した[4][5]。
- 2014年
  - 3月 - グループ内の手袋事業を担う100%子会社として「エステーグローブ株式会社」を設立、同年4月より営業開始[6]。
  - 12月 - カーケア事業を手掛けていた連結子会社の「エステーオート株式会社」を吸収合併[7]。
- 2018年
  - 7月 - マイコール株式会社からカイロ事業を譲り受け、事業継承するための新会社として「エステーマイコール株式会社」を設立[8]。
  - 9月 - カイロ「オンパックス」の販売とサポート（問い合わせ）をマイコール株式会社から引き継ぐ（パッケージの表記を「マイコール」ロゴから「エステー」ロゴに変更。製造元は従来通りマイコール株式会社）。
- 2019年4月 - マイコール株式会社からカイロ事業を正式に譲り受け、「エステーマイコール株式会社」の事業を開始。当社が扱うカイロ・温熱製品の製造元がエステーマイコール株式会社に変更される。
- 2024年6月 - 花王株式会社からニャンとも清潔トイレ事業を譲受[9][10]。

## 工場
- 福島工場 - 福島県いわき市
- 埼玉工場 - 埼玉県本庄市
- 九州工場 - 福岡県北九州市門司区

## グループ会社
- エステーPRO株式会社
- エステービジネスサポート株式会社
- 日本かおり研究所株式会社
- 愛敬S.T.株式会社（韓国の愛敬産業との合弁会社）
- エステー マイコール株式会社（マイコールのカイロ事業を譲り受けて営業を開始した2代目で、当社の100%子会社となる）

## 主な商品

### 消臭・芳香剤
- シャルダン
- 消臭力 - 当社を代表する消臭芳香剤のメガブランド。
- 消臭ポット
- マイアロマ
- ゴールドダリア - パラジクロロベンゼン系トイレ用防臭剤
- ネオパラカラーボール - パラジクロロベンゼン系トイレ用防臭剤
- トイレの芳香ボール - パラジクロロベンゼン系男子用便器専用防臭剤

### トイレのタンク洗浄剤
- ブルー酵素パワー

### 脱臭剤
- 脱臭炭

### 防虫剤
- ムシューダ - ピレスロイド系（「圧縮パック　衣類用」を除く）、衣類用防虫剤国内シェアNo.1ブランド。ウールマーク認定商品
- ネオパラ - パラジクロルベンゼン系、「ネオパラエース」「かおりネオパラエース」はウールマーク認定商品
  - ネオパラエース
  - かおりネオパラエース
  - ネオパラコーナー　和服用
- ネオパース - ナフタリン系、ウールマーク認定商品
- エスパラ - パラジクロルベンゼン系

### 除湿剤
- ドライペット - 除湿剤国内シェアNo.1ブランド

### お掃除用クリーナー
- パワーズ - 家庭用クリーナー

### 家庭用手袋
- ファミリー
- やわらかフィット

### キッチン用品
- 米唐番 - 米びつ用防虫剤
- 激ピカ - キッチン用たわし
- ジッパーズ - ジッパー付き袋及び電子レンジ対応保存容器

### カイロ・医療用温熱用具
本カテゴリは当社グループのエステーマイコールが製造、当社から販売している。
- オンパックス - 使い捨てカイロ
- 足ぽかシート - 中敷タイプの靴用使い捨てカイロ
- メディカルジーン【一般医療機器】
- ダンダン
- メガホット - OEM製品

### カー用品
- クルマの消臭力 - 自動車用消臭剤
- キャレーヌ - 自動車用芳香剤
- クルマの脱臭炭 - 自動車用脱臭剤
- 吸水力（きゅうすいりき） - 瞬時に吸収して跡残りしないふき取りクロス&タオル

### 防錆潤滑剤
- WD-40 - 防錆潤滑剤。当社が取り扱いを開始するまでは、大沢商会やトヨタ自動車が輸入販売していた。

### 業務用消臭剤
- サニティ
- バイオタブレット - 男子用便器専用防臭・尿石防止剤

### 作業用手袋
- モデルローブ

### その他
- アルプスベンヂン
- アロマサプリ - 機能性アロマ
- エアカウンターS - 家庭向け放射線測定器
- エールズ - 介護用品
- エスゾール【防除用医薬部外品】 - 汲み取り式便所用殺蛆防臭剤
- おひさまの洗たく　くつクリーナー

### 製造終了品
- シャルダン
  - エアーシャルダン - 「シャルダン」ブランド第一号製品。わが国最初の芳香剤でもあった。キャッチコピーは「霧の香水」（後に「お部屋の香水」となる）。発売当初は壁掛け式のケース入りで、ケースを壁に（大人の）目の高さに合わせてフタの文字が正しく読めるよう背面のシール（2枚）を剥がして貼り付けるか、付属の木ねじで取り付け、フタのPUSH部分を押して空間に1～2秒噴霧する使用法であった。（スプレーは上（天井）向きに噴射される。）詰替用はケースに入れなくても、手で持って使える。マイナーチェンジは発売から計6回行われ、第4世代（発売25周年記念モデル、ケースフタが半透明となり詰替用もそのまま手持ちで使いやすいようスプレーボタンの改良と注意書きの改訂が行われた）まではケース入りの本体と、詰替用の両方が販売された。第5世代（1999年モデル、スプレーボタン・ストッパー及び缶のデザインが「エアーシャルダンL」と統一され、「来客前やおそうじ後に」のキャッチフレーズが追加される）からはケースが省略され、詰替用が本体に昇格し、缶裏面の使用説明も手に持って使用すること前提に改訂された。（このモデルまでは第1～第4世代のケースに入れても使用可能。）第6世代（2002年モデル）では缶がポット型のおしゃれなデザインとなり、スプレーが横向きに出るよう改良され、また本モデルより第1～第4世代のケースは使えなくなった。第7世代（最終モデル）では標準容量が200ml→330mlに増量され、「トイレの消臭力スプレー」同様のズバットショット（広角ジェット噴射）ノズル及び中身排出機構（使用後のガス抜き用）が搭載された。（「シャルダンマイアロマスプレー」に継承）
    - エアーシャルダンL - ライト（微香性）タイプの手持ち式エアーシャルダン。「エアーシャルダン」詰替用比100円安い価格設定で、ケースは付属しない（「エアーシャルダン」の本体ケースへの装着は可能）。1999年より「来客前やおそうじ後に」のキャッチフレーズが追加された。

  - シャルダン
  - シャルダンソリッド
  - シャルダンファン
  - シャルダンリキッド - 室内用液体芳香剤。愛称は「香りのスタンド」。（「シャルダンステンドグラス」に継承）
  - シャルダンパルシェム - おしゃれなスクエアフォルムの室内用液体芳香剤
    - スプレータイプ - 室内用エアゾール芳香剤では初めて中身の見えるクリアボトル＆お得なつけかえ方式を採用。新・微香性。手に持っても置いたままでもスプレーでき、スプレーは横に出る。（空中散布専用）「エアーシャルダン」に機能統合される形で製造終了。

  - シャルダンステンドグラス
  - シャルダンステンド
  - シャルダンステンドN
  - シャルダンステンドS
  - シャルダンプルジェーム
  - シャルダンクリーン - 水洗トイレ用芳香洗浄剤（「アンビピュアフレッシュ」に継承）
  - シャルダンブルー - 同上（「ブルー酵素パワー」に継承）
  - シャルダンA（エース） - トイレ用壁掛け式エアゾール芳香消臭剤。室内用の「エアーシャルダン」（本体）より150円安い価格設定。付属の取付け具（付属シール又は市販の釘で柱などの、大人の目の高さに固定）で柱などに掛け、用足し後や清掃後などに、引き紐のリングを下に引いて噴射する。詰替（取付け具なし）の設定は無かった。下記製品へ継承。
  - シャルダンエース（第1期） - 上記製品の改良品。引き紐がより長くなり、子供でも扱いやすくなった。また、取付け具無しの「詰替」が設定され、取付け具から缶を外すと「なくなりましたのでシャルダンエースをお買い求め下さい。」と書かれたシールがある。（プッシュ型や現在販売中の「シャルダンエース」（第2期）も同様）なお、取付け具はプッシュ型も同型のため、本品の取付け具にプッシュ型（かつては「詰替」も設定されていた）を装着することも、またその逆もできる。上記「シャルダンA」の取付け具にも（プッシュ型や現在（第2期）の製品も）装着可能。
  - シャルダンエース プッシュ型 - 現在の「シャルダンエース」（第2期）の原型。基本的に、上記2製品同様に取付け具で柱などに掛けておき、用便後などに、（止め具を外してから）ハート形のPUSHボタンを押してスプレーする。（1回2秒程度のスプレーで約100回使用可能）軽いタッチでスプレーできるので、子供でも使いやすい。手に持っても使用できるが、その場合、安全の為、使用後に止め具を元に戻すよう注意されていた時期もあった。取付具のない「詰替」も一時期設定されていた。やがて、止め具の着脱の面倒臭さを払拭する為、ハート部にロック機構が付き、使用時はハートのPUSH部をカチッと上げてから押してスプレーする仕様となった。同時に、中身排出機構も装備された。取付け具は一時期、環境保全の為付属しなかった時期があったが、限定でサービスされていた時期もあった。しかしこれが定評で、再び取付け具が付属するようになり現在の「シャルダンエース」（第2期）となった。
  - シャルダンワンプッシュ - ボタンを押すだけで始動する液体タイプ（トイレ用）。「シャルダンα」へ継承。
  - シャルダンα（アルファ） - トイレ用、ペアリング消臭効果のある液体タイプ。トイレ用では珍しく、タバコの臭い用があった。ちなみに本品発売後すぐ、ライバルの小林製薬より対抗商品「トイレの消臭当番 液体サワデー」が発売されたが、香りのラインナップの多さ、始動方法の手軽さ（ボタンを押すだけ）、詰め替えできることなどからこちらの方が長く販売された。なお、代替製品は「トイレの消臭力」。
  - シャルダンフロール - トイレ用固形タイプ。後に「フロール」としてシャルダンから独立したブランドとなった後一旦終売。1999年頃、香りを一新、内容量も従来品の2倍強とし再び「シャルダンフロール」として再発したが、売れ行きがあまりにも悪く1年程で終売となった。
  - シャルダンフレッシュ - 「フレッシュ＆フレッシュ」（芳香剤）に継承
  - シャルダンポプリグラス - 上部にポプリを配したワイングラス型の液体タイプ（室内用）。上部ポプリカップには脱酸素剤「セキュール」（ニッソー樹脂製）がポプリとともに封入されており、開封までポプリの香りや色が保たれていた。ライバルの「ポプリカ」（小林製薬、封入脱酸素剤は三菱ガス化学製「エージレス」）のように、使用開始時にポプリを袋から出す必要がなかった。
  - シャルダンクリスタルエア - レキットベンキーザーとの提携商品。（海外では「Air Wick」ブランドで販売されている）ガラスと透明ジェルで構成された、インテリア性高い室内用芳香消臭剤。
  - ルームシャルダン - 玄関・ペット・タバコ・子供部屋（男子中高生対象）用の芳香消臭剤。トイレ用のα（アルファ）と同じくペアリング消臭効果のある液体タイプで、カバーを外し、吸い上げ体のボタンを押し込んで始動後、再びカバーを被せて使用する。（この操作で吸い上げ体下部の突起により中栓が突き破られるので、押したボタンを元に戻したり、引き抜いたりしても香りの揮散は止まらない。また、始動操作後に本体を横向きや逆さにすると液漏れする。この為、倒れにくいよう重心が下になっている。）詰替用もあった。小林製薬の「ペット＆スモーク部屋コロン」に対抗して発売された。
  - マイシャルダン - 天然リモネン配合缶入り（固形・油性）タイプ（「マイアロマ」に継承）。
    - ネオ - 独自の下面揮散システムにより、自然な香りが最後まで安定してトイレ室内全体に行き渡る。プルトップは缶下部にあり、開缶後、プラスチック製の受けを装着し、缶を逆さにしてトイレに設置する。しかし、その特異な設置方法により、液漏れによるシミが報告されたからか、後にプルトップは缶上部に移動し、上フタが追加された。やがて商品名から「ネオ」が削除され、室内用となった。

  - プチシャルダン - 上部にポプリを配した素肌感覚の素焼きタイプ。
  - スウィートシャルダン - 素焼きタイプで初めて消臭剤配合。薬液を一旦ろ紙に吸収後、素焼きに吸い上げて揮散させる2段階揮散システム採用。
  - シャルダンマイアロマ - カクテル調の香りが特徴の缶入りタイプ（2012年2月末で製造終了、紙製容器の「マイアロマコフレ」に継承し、「マイアロマ」はシャルダンから独立したブランドとなる）
    - スプレー - 上記製品のエアゾールタイプ。「エアーシャルダン」の事実上の後継製品。

  - シャルダンクリーン - 2層（芳香＋洗浄）タイプの水洗トイレ用オンタンク芳香洗浄剤。（「アンビピュアフレッシュ」に継承。）
  - シャルダンブルー（「ブルー酵素パワー」に継承。）
- マイアロマスティック（2014年3月をもって製造終了。）
- ドライペット
  - ドライペット（初代） - 1981年6月発売。塩化カルシウムを使用した除湿剤（詰め替えタンクタイプ）。押入れや納戸など置くと、取れた湿気が水になって溜まっていくという効果のわかりやすさが支持されて大ヒット。発売当初は季節商品の扱いだったが、やがて年間通した定番品となる。（商品名が書かれている面を正面として）右側面には取れた湿気が一目で分かる目盛付で、正面の矢印の下まで水（塩化カルシウム水溶液）が溜まると交換時期。吸湿量は400ml以上（理論値）。本品には押入れに対する使用量の目安が正面に記載されており（押入れ2m×1m×2mに本品1～2個）、また押入れ以外に台所収納庫、下駄箱、戸棚、ロッカーにも使用できることも正面に記載されている。発売当時のメーカー希望小売価格は980円（本体）とかなり高価だった。（「II型」へ継承。）
  - II型 - 上記製品の改良品（「E」に継承。）
  - シューズ - くつ用詰め替えタイプ（「くつ用」に継承。）
  - ハイ - 大型詰め替えタイプ
  - ミニ - 小型詰め替えタイプ（使い捨てタイプの「スキット」へ機能統合。）
  - E - 「II型」の改良品。吸湿量が550mlに増量された。タンク内の青色袋に水が溜まるのでタンクが汚れず、詰め替えもタンクを洗う必要がなく、タンクから青色袋を取り出し、青色袋をハサミ等で切って排水し廃棄した後、「詰替用」の新しい青色袋を外装袋より取り出し、白色透湿膜をつけたまま、タンクにセットして完了であった。「II型」とは容器形状は類似しているが、吸湿量や内部構造が異なる為、互換性はない。（「i」へ継承。）
  - i（アイ） - 大型詰め替えタイプ。容器の形状や構造は発売当時、既に競合他社より発売されていた水ためタイプに類似していたが、初回使用時の準備が使い捨てタイプ同様に簡略化されていた点で他社との差別が図られていた。なお、上記「E」との互換性はない。
  - ファン（大型） - 電動ファン式（電池式）。吸湿量400ml。水は本体のタンクに溜まる為、詰替用を単独で使用することはできない。
  - ファンエース - 電動ファン式（電池式）。上記製品のスペックを半分にした製品。取扱説明書は上部カバー内に封入。本品の詰替用はお得な2回分（2袋入）で、上記製品にも使用できる（その場合、1回に2袋使用）。
  - すみずみファン - 「ファンエース」の改良品。吸湿量が250mlに増大され、新・消臭ビーズ（水に浮く防カビ・消臭剤）配合により防カビ・消臭効果が加わった。本体は水がこぼれにくいマジックキャップ、倒れると止まる自動停止ファン、液あふれを防止するセンサーノズルの3重安全構造となった。詰め替えは（排水後）薬剤を直接ボトルに入れるだけ（初回使用時は予め薬剤がボトルに入っており、中栓を取り電池を入れてセットするだけ）の省ゴミタイプとなり、電池（アルカリ単2乾電池1本（別売）使用）も約2ヶ月（薬剤は約1ヶ月）持つ長持ち設計となった。詰替用は上記「ファンエース」にも使える。
  - クローゼット用（電動ファン式）
  - ファン（押入れ・クローゼット用） - 電動ファン式（電池式）。薬剤は「コンパクト」と共通で、「コンパクト」同様、水はパウチパックに溜まる（本体は防水構造になっていない為、水洗いできない）。吸湿量も「コンパクト」同様350mlだが、ファンを使用している都合上、薬剤の交換周期が2～3ヶ月（「コンパクト」は3～5ヶ月）と「コンパクト」に比べて短い。電源はアルカリ単1乾電池（別売）1本で、電池の交換周期は約2ヶ月。（2016年3月をもって製造終了。）
  - f（エフ） - すきま用、水になる詰め替えタイプ。ニトムズの「除湿棒」に対抗する形で発売されたと考えられ、上記「i」よりやや遅れて発売され、ほぼ同時期に製造終了したと考えられる。製造終了後、「コンパクト」発売まで当社では代替製品はなかった。なお、本品と「コンパクト」の互換性はない。
  - 衣類・皮製品用（「引き出し・衣装ケース用」にリニューアル。）
  - ふとん用（「備長炭ドライペット　ふとん用」に機能統合。なお、発売当初は「フトン用」表記であった。）
  - 下駄箱用（「備長炭ドライペット　下駄箱用」に機能統合。）
  - 保存上手 - 天然白土の調湿作用を利用した革製品の長期保存袋（調湿剤）。天然白土は密封状態において、湿度が高いときは空気中の水分を吸収し、逆に低いときは自身の持つ水分を放出する作用があるので、この原理により革製品にとって快適な保存環境を袋内で作り出し、革製品を約1年間、カビやヒビ割れ等から守る。袋の内側は革にやさしい不織布張り仕様。開封口にはカラージッパー（閉め具付）を搭載し、色の変化（赤＋青→紫）で密封を確認できる。
  - くつ快適（「備長炭ドライペット　くつ・ブーツ快適」に継承。）
  - ブーツ快適（「備長炭ドライペット　くつ・ブーツ快適」に継承。）
  - スーツ快適
  - 省ゴミ - 使用後、排水したのち小さく畳んで捨てられる新容器（紙とプラスチックの複合素材で、「スキット」に比べ大幅にプラスチック使用量削減、またプラスチック部分は燃やしても塩化水素等の有害ガスが発生しない素材を使用している為、地域により燃えるゴミでも捨てられる）を採用した使い捨てタンクタイプ（「スキット」に機能統合。）
  - 備長炭ドライペット　ふとん快適シート（2014年8月をもって製造終了。）
  - 備長炭ドライペット　くつ・ブーツ快適（「ドライペット　スピード吸湿　くつ用」に継承。）
- デオアンドドライ
- ダイヤフラワー
- エスチン
- シャイナス
- ファンシーボックス
- リッチモア
- 森のシャワー
- ジョインボール - パラジクロロベンゼン系トイレ用防臭剤
- パワーズ
  - トイレパワーズ - 塩素捕捉剤PPE配合・トイレ用強力洗浄剤（酸性タイプ・塩酸2.5%含有）塩素系の製品と混ざっても塩素ガスが発生しないので「まぜるな危険」の表示がない。当初、「パワーズ トイレ洗剤」として発売。1995年にノズルが横向きとなり、その翌年には内容液が増粘タイプに改良され「トイレパワーズ」となった。
  - カビとり - PPE配合・使いきりタイプ（塩素系）こちらも「まぜるな危険」の表示がない。開封時、キャップ内の粉末を液中に落とし混合する方式で、開封後約1日でカビとり効果を失う為、1回で使い切るよう350g入となっている。箱側面には、残液の使い道が図示されている。（下記製品に継承。）
  - ウルトラカビとり - 業界初、逆さで使えるスプレーを採用。使いきりタイプではなく、内容量も他社製品と同じ400gである。従来の「カビとり」とのスプレーの互換性はない。PPE配合の為「まぜるな危険」の表示はないが、塩素系。（「ウルトラパワーズ　カビとり」に継承。）
  - クルマ用 - お出かけ前でも水なしでワックス洗車できるスプレー。仕上げ用クロス付属。
  - 洗たく槽クリーナー（プラスチック槽専用・ステンレス槽専用） - 「プラスチック槽専用」は発売当初、「クリンポイ　洗たく槽クリーナー」として発売。その翌年には家庭用クリーナー新ブランド「パワーズ」立ち上げにより「クリンポイ　パワーズ　洗たく槽クリーナー」に改称。塩素系ではあるが、塩素捕捉剤PPEを配合しており、万一酸性タイプの製品と混ざっても、PPEが有毒な塩素ガスの発生を抑えるので、「まぜるな危険」の表示がない。「ステンレス槽専用」は少し遅れて発売。こちらは酸性タイプであるが、PPE配合の為「まぜるな危険」の表示はない。「ステンレス槽専用」発売を機に、従来の「クリンポイ　パワーズ　洗たく槽クリーナー」は「パワーズ　洗たく槽クリーナー　プラスチック槽専用」とリニューアルし、同時に、「カビとり」と同型の容器を採用し（但し、スプレーではなくトンガリノズルが付属）、それまで別々に包装されていた粉末と液の混合操作がしやすくなった。（「ウルトラパワーズ　洗たく槽クリーナー」に継承。）
  - 香りのクリーナー
  - ふきとりホイップ
  - ウルトラパワーズ
    - カビとり
    - 洗たく槽クリーナー（プラスチック槽専用・ステンレス槽専用）
- 消臭力
  - キッチンの消臭力 - 生ゴミ用消臭・芳香剤（2010年3月をもって製造終了。）
  - タバコの消臭力 - 消臭・芳香剤（2011年2月をもって製造終了。「お部屋の消臭力タバコ用」に継承。）
  - ペットの消臭力 - 消臭・芳香剤（2011年2月をもって製造終了。「お部屋の消臭力ペット用フルーティーガーデン 」に継承。）
  - タバコの消臭力スプレー - 消臭・芳香剤（2011年2月をもって製造終了。「お部屋の消臭力　香りのシャワータバコ用」に継承。）
  - ペットの消臭力スプレー - 消臭・芳香剤（2011年2月をもって製造終了。「お部屋の消臭力　香りのシャワーペット用フルーティーガーデンの香り」に継承。）
  - 優しい森（2016年9月をもって製造終了。）
  - 下駄箱用（2016年9月をもって製造終了。）
  - 玄関・リビング用　消臭力　香るプレート（2016年3月をもって製造終了。）
  - 玄関・リビング用　消臭力　アロマスティック（2015年9月をもって製造終了。）
  - 玄関・リビング用　消臭力　香りバカンス（2015年3月をもって製造終了。）
  - 玄関・リビング用　消臭力　ソラフラワー（2015年3月をもって製造終了。）
  - 玄関・リビング用　消臭力　ソラフラワーカラー（2015年3月をもって製造終了。）
  - 消臭力　自動でシュパッと　Premium Suite（本体は2017年3月をもって製造終了。つけかえは販売継続）
- フレッシュ＆フレッシュ（スプレー消臭剤） - ペット用・キッチン用・リビング用・シューズ用（遅れて発売）の4種類。製造終了後、芳香剤の商品名として再利用された。
- ジスイズ - 2層タイプのトイレ消臭液
- キャッチ - 消臭剤（トイレ用・ペット用・携帯用・室内用・生ゴミ用） - 室内用置き型タイプの「超微香DE消臭」は独立ブランドとなる
- 超微香DE消臭 - 香りで匂いをごまかさない、室内用置き型芳香消臭剤
  - 玄関用
  - 強力消臭
  - エコパック - 天然ハーブ成分を配合したエコノミー＆エコロジーな消臭剤（2016年3月をもって製造終了。）
- 森の消臭
- 吸太郎 - トイレ消臭器
- 消臭プラグ - 電気式消臭芳香剤。2013年3月に「消臭力 プラグタイプ」にリニューアルの為生産終了。なお、形状は同一のため、「消臭力 プラグタイプ」のつけかえに「消臭プラグ」（「消臭プラグ 無香消臭」「光る消臭プラグ」「消臭プラグ エッセンシャルオイルイン」「消臭プラグ 除菌プラス」「マイナスイオンプラグ」及び「虫よけアロマプラグ」を含む）の本体を装着して使用できる。
  - 無香消臭
  - エッセンシャルオイルインつけかえ - エッセンシャルオイルを配合したアロマテラピー効果のあるつけかえ。香りの持続日数は10日少なくなっている。本品と同時に、専用に本体のみの販売も行われていた。
  - マイナスイオンプラグ - 本体に電子放電式マイナスイオン発生器を内蔵、さらにつけかえにはエアーミネラル成分を配合。新スローガン「空気をかえよう」具現化第1弾商品。「消臭プラグ」「消臭プラグエッセンシャルオイルイン」「光る消臭プラグ」「消臭力 プラグタイプ」及び「虫よけアロマプラグ」のつけかえも使用でき、また本品のつけかえは「消臭プラグ」「光る消臭プラグ」「消臭力 プラグタイプ」及び「虫よけアロマプラグ」の本体にも使用できる（但し、マイナスイオンは発生しない）。本体のマイナスイオン発生器部分の寿命は約10,000時間（約1年半）で、マイナスイオン発生量は徐々に減少する。1ヶ月の電気代は1日24時間使用で約23円（「消臭プラグ」は約20円）と、マイナスイオン発生器がある分、割高となっている。本品（本体）は電気用品安全法上、電気香炉（「消臭プラグ」相当部分）とマイナスイオン発生器（どちらも特定電気用品以外の電気用品）の組み合わせとして扱われている。
  - 光る消臭プラグ
  - 除菌プラス
  - 自動でシュパッと消臭プラグ - スプレー缶を使用する電池式の「消臭プラグ」。（「消臭力　自動でシュパッと」に継承。）
- ドクタークリン - 除菌クリーナー
- こつぶ - 生ゴミ用抗菌消臭剤
- 水切れE - 抗菌水切りネット
- ピュアファイン - 超小型ハイテク浄水器
- 浄水パック
- タイル洗剤 - トイレ・タイルの強力洗浄剤（酸性タイプ・塩酸9.5%含有）容器形状がサンポール（現・大日本除虫菊）の「サンポール」に類似している。
- タイルクリン
- タイルクリヤ
- ママタッチ【医薬部外品】 - 赤ちゃんのおしりふき　業界初、コットン100%使用
  - 幼児用 - トイレに流せるドライタッチシート採用。すばやく始末、ふき残しなし！
- パイプジェッター - 薬剤を使用しない瞬間パイプクリーナー
- 新湯復活 - 非塩素系風呂水清浄剤（ミョウバン製剤）
- クイックリン - しみとり剤（2005年3月をもって製造終了。）
- フィニッシュ - 食器洗い乾燥機専用洗剤（2007年11月よりアース製薬に移管）
- FRESH-UP（フレッシュアップ） - 食器洗浄機専用洗剤（2016年9月をもって製造終了。）
- スコッチ・ブライト（キッチン用たわし）
- 激ピカ　金属＋スポンジ（2016年9月をもって製造終了。）
- お日さまの消臭　ふとん用スプレー（2016年9月をもって製造終了。）
- モイストペット - 香りも楽しめる電気いらずのアロマ加湿器（本体セット・つめかえ用香湿リキッド共に2014年9月をもって製造終了。）
- オールパラ【医薬部外品】 - 殺蛆防臭剤（2008年3月をもって製造終了。「エスゾール」に機能統合。）
- ホワイトシーツ
- シーツ糊 - 洗濯糊（2008年3月をもって製造終了。）
- エアースターチ
- ピント、エスターチ - スプレー洗濯糊。両製品とも（本体形状は異なるが）内容液、正味量が同一なのでつめかえ用が共用できた。
- エンダスト - 化学モップ用着塵剤。当初は旧・ライオン歯磨（現・ライオン）の関連会社ライオンハウスホールド（後のライオンブリストルマイヤーズ）から発売、その後もアズマ工業→当社→日本キイウイ→日本サラ・リーと発売元がコロコロと変わり、現在はアズマ工業より「エンダスゾール」の商品名で販売されている。
- スコッチガード（撥水・撥油スプレー）
- セルフケア - 保健衛生用品（2009年10月をもって全アイテム一斉製造終了。）
- ポニー（エアゾール式消火器）
- 水晶脳 - 洋服ダンス用防虫剤（パラジクロロベンゼン製剤）。ナフタリンの約400倍の効果。（「ネオパラ洋服ダンス用」に継承。）
- キッカ - 洋服ダンス用防虫剤（DP製剤）。効力はパラジクロロベンゼンの約580倍。人畜・布地・染料共無害。他の防虫剤との混用による事故を避けるため、上記「水晶脳」に比べ缶が厚く、詰替用も設定されなかった。
- モスパック（防虫ポリ袋）
- パーセン
- パース - せんい製品防虫剤（ナフタリン製剤）（「ネオパース」へ継承。）
- ドレスケア - 防虫カバー（「ムシューダカバー」（現・「ムシューダ防虫カバー」）に継承。但し、「ひも付袋タイプ」及び「袋タイプ」は継承されず終売。）
- 花祭 - ナフタリン系人形用防虫剤（「ムシューダ　人形用」に機能統合。）
- ネオパラ - 引き出し・衣裳箱用防虫剤（パラジクロロベンゼン製剤）（「ネオパラエース」（現・「ネオパラエース　引き出し・衣装ケース用」）に機能統合。）
- ネオパラ洋服ダンス用（「ニューネオパラ　洋服ダンス用」に継承。）
- ニューネオパラ　洋服ダンス用 - 香りの良い洋服ダンス用防虫剤（パラジクロロベンゼン製剤）。2015年2月に「ネオパラエース　洋服ダンス用」にリニューアルの為製造終了。
- ネオパラリング
- ネオパラニコニコ - 引き出し（50ℓ）1段に2個で効くせんい製品防虫剤（パラジクロロベンゼン製剤）。
- ネオパラビッグ - 引き出し・衣装ケース用防虫剤（パラジクロロベンゼン製剤）。お徳用1Kg（保存に便利なファスナー付、現社名変更後800gに減量）のみの設定で、同容量の「ネオパラエース」より安い価格設定であった。なお、本品では、開封口ファスナー上部に記載の、開封後の保存方法の本文中の「ファスナー」表記が、ファスナー位置を示す矢印で表記されている。（「ネオパラエース」（現・「ネオパラエース　引き出し・衣装ケース用」）に機能統合。）
- ネオパラコーナー - 引き出し・衣装箱の隅に置ける全面和紙包装の防虫剤（パラジクロロベンゼン製剤）。なお、「和服用」は現在も販売されている。
- モスペーパー
- エアーフレッシュ - 冷蔵庫用脱臭剤（「脱臭炭冷蔵庫用」に継承。）
- ニオイのパトカー、パトカーエース - 冷蔵庫用脱臭剤
- 脱臭炭　クリップタイプ　冷蔵庫用（2016年3月末をもって製造終了。）
- ダニ退治袋
- セーフティーパック - 脱酸素保存・ダニ駆除袋（三菱ガス化学との提携商品　薬剤は同社「エージレス」のOEM）
- プレストック - ふとん・衣類圧縮保存袋
- ジャブ - 家庭用手袋（「ファミリー」に継承。）
  - ゴールドジャブ
  - ジャブ8 - 使い捨て手袋（「ファミリーポリエチレン極薄手」に継承。）
- ライオン手袋 - ビニール製家庭用手袋（「ファミリー」に継承。）
- ファインローブ - 家庭用手袋
- ファインローブフィット - 自然にやさしい天然ゴム製家庭用手袋（2014年9月末をもって製造終了。）
- アンセル　ハンドケア - 天然ゴム製家庭用手袋
- ファミリーソフト - 天然ゴム製家庭用手袋
- ファミリーエフ - ハーブカラーの掃除・園芸用ビニール手袋
- ファミリープラス - 破れ易い指先を強化した炊事・洗濯用ビニール手袋
- ファミリー　スタイリングローブ（2016年3月末をもって製造終了。）
- 家庭用手袋 - 裏毛付き天然ゴム製家庭用手袋（2016年9月末をもって製造終了。）
- メロディー - じわじわフィルターを搭載した水洗トイレ用オンタンク芳香洗浄剤（「シャルダンクリーン」に継承。）
- アンビピュアフレッシュ - 水洗トイレ用オンタンク芳香洗浄剤（製造販売元：日本サラ・リー）
- アンビピュア　パワフルジェル（製造販売元：日本サラ・リー）
- クリンポイ - 紙クリーナー
- ウーロンポイ - ウーロン茶エキス入りウエットティッシュ
- スモークノン - 灰皿用芳香消臭剤
- エアウォッシュ - 「消臭力」の技術から生まれた、殆どが水と空気の成分からできたスプレー（ウォーターミスト）タイプの室内用消臭・芳香剤（2011年2月をもって製造終了。「お部屋の消臭力　香りのシャワー」に継承。）
- 置くタイプのエアウォッシュ - 消臭・芳香剤（2011年2月をもって製造終了。）
  - トイレケア - トイレ用
- エアウォッシュ　収納空間用 - 消臭・芳香剤（2011年1月をもって製造終了。「収納空間の消臭力」に継承。）
- お部屋の消臭ポット
- 消臭ポット ジュエリア - 消臭・芳香剤（2010年3月をもって製造終了。）
- タンクの消臭ポット　香りのクリーナー（2017年3月をもって製造終了。）
- ビコーダ - 消臭・芳香機能をプラスしたエムペントリン系防虫剤、ウールマーク認定商品（2010年7月をもって製造終了。「かおりムシューダ」に継承。）
- ムシューダ
  - ふんわりシート
  - Fanウォークインクローゼット用 - 防虫剤（2007年9月をもって製造終了。「ムシューダウォークインクローゼット専用1年間有効」に継承。）
  - ナチュリーフ - 洋服ダンス・クローゼット用防虫剤（フェノキシエタノール製剤）
  - まとめてカバー - 防虫剤（2010年7月をもって製造終了 。「ムシューダ ドレスケア」（現・「ムシューダ　まとめて防虫カバー」）に継承。）
  - 防虫ふろしき（「かおりムシューダ　香りで包むシート」に継承。）
  - 6ヵ月間有効　洋服ダンス用（2015年3月をもって製造終了。）
  - 6ヵ月間有効　引き出し・衣装ケース用（2015年3月をもって製造終了。）
  - 防虫カバー　人形用　ふわぐるみ（2016年12月をもって製造終了。同月26日発売の「ムシューダ　防虫カバー　人形用」に継承。）
  - 防虫カバー　礼服・フォーマル用
- ウイルスアタッカー - 空気中のウイルスを除去し、除菌・消臭もできるコンパクトサイズのイオン発生器（本体・つけかえ用イオンボトル共に2014年3月をもって製造終了。）
- エアカウンター - 半導体式家庭用放射線測定器（2011年10月20日発売）
- エアカウンターEX - 高感度シンチレーション式家庭用放射線測定器（2015年2月をもって製造終了。校正サービスも2017年3月をもって終了。）
- クリアフォレスト　ソーラータイプ - 室内用空気浄化剤（2016年11月をもって製造終了。）
- 虫よけアロマプラグ（本体・つけかえ共に2014年3月をもって製造終了。なお、本体部は「消臭力 プラグタイプ」と同一仕様のため、「消臭力 プラグタイプ」のつけかえを差して「消臭力 プラグタイプ」として引き続き使用できる。）
- 自動でシュパッと虫よけ（本体・つけかえ共に2013年9月をもって製造終了。）
- マイコールあんか器 - 麻殻灰式あんか（後の「マイコールあんか」）
- マイコールあんか灰
- カミヤ灰 - 灰式懐炉用麻殻灰燃料
- マイコール懐炉 - ガラス繊維製麻殻灰式懐炉
- マイコール - 上記「マイコール懐炉」専用麻殻灰燃料
- オンパックス（混合式）
- カイロベルト
- オンパックス・ワ！花言葉シリーズ（48種）
- オンパックス・ワ！恋占いシリーズ（24種）
- オンパックスメイト
- オンパックスくつ用中敷セット（「足ぽかシート」に継承。）
- 靴ホット
- 冷タイム（冷却シート）
- jeen【医療用具】 - 医療用温熱サポート。（「メディカルジーン」に継承。）
- ダンテ - 身体と手の保温用カイロ（「ダンダン」に継承。）
- スーパーオンパックス - 備長炭を配合した使い捨てカイロ
- オンパックスソフト - カシミアのような肌触りの貼らないカイロ。パッケージ上の表記は「貼らないオンパックス」。旧「オンパックス」と機能統合し、現在の「オンパックス」に。
- オンパックス15h
- はるオンパックス　ダブルワイド
- 医療用オンパックス【一般医療機器】（「メディカルジーン」に機能統合。）
- サーモセラ【一般医療機器】 - ヒアルロン酸を配合した温熱ジェルシート（「メディカルジーン」に機能統合。）
- 肩もみオンパックス - 素肌に貼るジェルカイロ。（医療機器ではない）
- 腰もみオンパックス - 素肌に貼るジェルカイロ。（医療機器ではない）
- マッサージベルト　もみ楽
- スリムベルト Heat An'gel
- ポカックスV
- ホットイート1 - アウトドア・災害時用簡易食品加熱パック
- カーシャルダン（「キャレーヌ」に継承。）
- キャレーヌ（初期） - 2液タイプの自動車用芳香消臭剤
- キャレーヌ・ムーブ - 自動車用除湿・空気清浄・脱臭器（12V車専用）。車両への固定には従来の両面テープに代わり、跡が残りにくい新開発の滑り止めシートを採用。
- キャレーヌ・ソーラームーブ - 自動車用除湿・空気清浄・脱臭器（ソーラー電源タイプ。「脱臭炭　光パワー」に継承。なお、本品は「キャレーヌ・ムーブ」や「脱臭炭　光パワー」との互換性はない。）
- キャレーヌエアコン消臭剤（「消臭力　クルマ用　エアコン用消臭剤」に継承。）
- carenne Deco-pin Relaxing（2015年3月をもって製造終了。）
- carenne Deco-pin Design Style（2015年3月をもって製造終了。）
- carenne color-flu（2015年3月をもって製造終了。）
- クルマの消臭ポット　コロン（2015年3月をもって製造終了。なお、現在も販売されている「クルマの消臭ポット」は当初、「キャレーヌ消臭ポット車用」の商品名で発売されていた。家庭用の「消臭ポット」が「シャルダン」ブランドから独立したのを機に、現在の商品名に変更。）
- パルシェムコロン - 「シャルダンパルシェム」の車載用。家庭用の「シャルダンパルシェム」とは異なり、円形であった。
- be-can - 自動車シート下専用芳香剤（缶入タイプ）
- アンビピュアカー - 自動車エアコンルーバー用芳香剤（製造販売元：日本サラ・リー）
- 超微香DE消臭　車用GEL
- 超微香DE消臭　シート下専用 - ハイブリッドミネラル消臭成分を配合した自動車シート下専用消臭剤（2017年3月をもって製造終了。）
- 脱臭炭　光パワー - 自動車用空気清浄機（ソーラー電源タイプ）
- 脱臭銀 - 銀ゼオライト配合の自動車用脱臭剤（シート下専用）
- クルマの消臭力　スプレー
- クルマ用　消臭力　アロマクリップ（2016年9月をもって製造終了。）
- クルマ用　消臭力　フレグランスミスト（2016年3月をもって製造終了。）
- クルマ用　消臭力　コンパクト（2016年3月をもって製造終了。）
- クルマ用　消臭力　置くタイプ（2016年3月をもって製造終了。）
- 消臭力　クルマ用　エアコン消臭剤（2016年9月をもって製造終了。）
- 消臭力　クルマ用　3Fresh（2015年3月をもって製造終了。）
- 消臭プラグ　車用 - 自動車シガライターソケット専用電気式芳香消臭剤（12V車専用）
- 新車復活消臭剤 - 自動車用スプレー消臭剤（2015年3月をもって「消臭力」ブランドに編入し、「クルマの消臭力　新車復活消臭剤」にリニューアル。）
- カーペットフレッシュ
- SONAX（ソナックス） - 自動車用ワックス・ケミカル用品。オカモト産業へ事業譲渡。かつてはFETが取り扱っていた。
- 洗車クロス（「アブソープX」に継承。）
- アブソープX - 最高級PVA使用のクロス・洗車用スポンジ（「吸水力」に継承。）

など

## 不祥事

### 景品表示法違反
2024年4月25日、消費者庁は「花粉を香りでガード」などとうたった花粉対策グッズの表示に合理的な根拠がなかったとして、エステーに景品表示法違反（優良誤認）で再発防止などを求める措置命令を出した。対象になったのは「MoriLabo」シリーズ4商品。同庁は表示の根拠となる資料の提出を求めたが、同社が提出したのは、小さな密閉空間での試験結果などだった。試験は消費者が実際に使用する環境と異なる条件で行われており、同庁は表示に合理的根拠は認められないと判断した。同社は「厳粛に受け止め、徹底して再発防止に取り組んでまいります」とのコメントを発表した。

## テレビ番組
- 日経スペシャル カンブリア宮殿 3度社長に就いた男が語る 不況に負けない社長術（2010年8月9日、テレビ東京）[14]

## CM出演者

### 現在
- ミゲル・ゲレイロ「消臭力」 - 『唄う男の子～ミゲル～』『夢の共演』『頑張らなくてもいいよ』『泣きたいときは泣けばいい』『歌う チカラ』『チカラにかえてinリスボン』『ミゲルの丘』『香りの力を信じよう』『消臭力ラッキー』篇、香りStyleコンパクトスプレー『ホンワカアロマ5連発』篇
- 西川貴教（T.M.Revolution）「消臭力」 - 『夢の共演』『チカラにかえてinリスボン』『ミゲルの丘』『香りの力を信じよう』篇、「優しい森」『T.M.Rと妖精ちゃん』篇
- 高橋愛・田中れいな「ムシューダ」 - 『愛と熊雄』篇、「脱臭炭」 - 『愛とヤイコ 下駄箱』『愛とヤイコ　流しの下』『愛とヤイコ クローゼット』篇（『愛とヤイコ クローゼット』篇はWEB限定）、「米唐番」 - 『いれるのいれないの』篇
- 矢井田瞳「米唐番」 -  『ヤイコMyLove』篇、「脱臭炭」 - 『愛とヤイコ 下駄箱』『愛とヤイコ 流しの下』『愛とヤイコ クローゼット』篇（『愛とヤイコ クローゼット』篇はWEB限定）

### 過去
- 太川陽介「シャルダンリキッド」
- 三田佳子「シャルダン」「ネオパラシリーズ」
- うつみ宮土理「ファミリー」
- 宮尾すすむ「メロディー」
- 稲川淳二「メロディー」
- 榊原郁恵「シャルダン」「ムシューダ」「ネオパラシリーズ」「ドライペット」
- 大島渚「ムシューダ」
- 中村雅俊「ムシューダ」
- 山口智子「シャルダン」
- 戸田菜穂「シャルダンステンド」
- 伊藤裕子「シャルダン」
- 岡本夏生「キャレーヌ」
- みのもんた「トイレの消臭力」「パワーズ」
- 車だん吉「脱臭炭」
- 森三中
- 中西夢乃「消臭ポット」
- 関根勤「消臭プラグ」
- 今井朋彦「消臭プラグ」
- 草刈麻有「消臭プラグ」
- 相葉香凛「ムシューダ」
- HKT48「ムシューダ」と「かおりムシューダ」 - 『ムッシュ熊雄シリーズ虫喰ってる』篇[注 2]・『HKT48』篇[注 2]・『掛け声』篇[注 2]
- 比佐廉「消臭力」
- 阿部哲陽（レモンティー）「テレビショッピングシリーズ」
- 島谷ひとみ「消臭力」- 『歌う チカラ』『チカラにかえてinリスボン』『ミゲルの丘』『香りの力を信じよう』篇
  - 2012年7月、『チカラにかえてinリスボン』及び『ミゲルの丘』篇よりCM出演者三名によるユニットT.M.H.Rを結成。CMソング「チカラにかえて」を音楽配信開始。
- なだぎ武（ディラン）「消臭力」 - ぷくポン『ディランと家族』篇、香りStyleコンパクトスプレー『ホンワカアロマ5連発』篇
- さくらまや「消臭力」 - 『消臭力ラッキー』編
  - 2013年7月、『消臭力ラッキー』編よりミゲル・ゲレイロとさくらまやによるユニットMarMeeを結成。CMソング「お気軽ウッキーラッキー」を音楽配信開始（8月7日CD発売）。など

## 提供番組
現在
1分
- 月9ドラマ（フジテレビ系列、1987年4月 - ） ※同業者の花王もスポンサー。[注 3]

30秒
- ZIP!（日本テレビ系列、2023年4月 - ） - 8時台前半ナショナルスポンサー。隔日提供。
- ミュージックジェネレーション（フジテレビ系列）
- 千鳥の鬼レンチャン（フジテレビ系列、2023年4月 - ）
- 熱狂マニアさん!（TBS系列、2025年4月 - ）[注 4]

過去
- AKBINGO!（日本テレビ）
- ズームイン!!朝!（日本テレビ）
- ルックルックこんにちは→レッツ!→ザ!情報ツウ（日本テレビ）
- お昼のワイドショー（日本テレビ）
- 午後は○○おもいッきりテレビ（日本テレビ）
- 水曜ドラマ→NNNきょうの出来事（日本テレビ）
- 世界まる見え!テレビ特捜部（日本テレビ）
- 火曜劇場→火曜サスペンス劇場→火曜ドラマ（日本テレビ）
- スッキリ（日本テレビ）
- すてきな出逢い いい朝8時（毎日放送）
- 世界ウルルン滞在記（毎日放送）
- 三枝の愛ラブ!爆笑クリニック（関西テレビ）
- 土曜劇場（フジテレビ）
- 森田一義アワー 笑っていいとも!（フジテレビ）
- FNNスーパータイム（フジテレビ）
- 火曜ワイドスペシャル（フジテレビ）
- 脳内エステ IQサプリ（フジテレビ）
- 奇跡体験!アンビリバボー（フジテレビ）
- アウト×デラックス（フジテレビ）
- 世界の何だコレ!?ミステリー（フジテレビ）
- ウェディングベル（TBS）
- 快傑熟女!心配ご無用（TBS）
- 学校へ行こう!（TBS）
- やりすぎコージー（テレビ東京）
- 開運!なんでも鑑定団（テレビ東京）
- 土曜スペシャル（テレビ東京）
- FCTニュース（福島中央テレビ）

ほか

## 協賛イベント
- エステー&フマキラー囲碁マスターズカップ - 日本棋院主催の囲碁の棋戦。フマキラーと共同で、2011年 - 2013年まで協賛[15]
- イナズマロックフェス（2012年） - CM出演者の西川貴教が主催する屋外音楽フェスティバル。イベントのトイレでも当商品が使われている。
- 赤毛のアン - 主催者として毎年8月にミュージカル公演を行っており、チケットは販売ではなくオープン懸賞当選者への無料招待制となっている。また、キャンペーン実施時期（5〜6月）にはキャンペーン告知のための専用TVCMも放映されている。

## 社会貢献
一部商品のパッケージ包装を工場近くの障害者施設に委託している。